# Дурасовы
Дурасовы — древний русский дворянский род, а впоследствии герцогский род.
Род внесён в VI часть родословных книг Оренбургской, Рязанской, Самарской, Петербургской и Тамбовской губерний.
При подаче документов (26 марта 1685), для внесения рода в Бархатную книгу, была предоставлена родословная роспись Дурасовых и две ввозные грамоты на поместья в Московском и Муромском уездах (1557—1571).
Существовал ещё дворянский род Дурасовых из казанских татар, с XVII века владевший имением в Арзамасском уезде. Происходит от татарина Киринбея, перешедшего на русскую службу (1545).

## Происхождение рода
По семейной легенде, вошедшей в Общий гербовник, польский дворянин Иван Дмитриевич (возможно, рода Дурач) перебрался в Москву во время правления Ивана III, в 1482 году:

Предок фамилии Дурасовых выехал к Великому Князю Ивану Васильевичу из Польши и пожалован деревнями. Семен Иванов сын, в 7046/1538 году от Государя Царя и Великого Князя Ивана Васильевича, жалован на поместья грамотою. Русин Семенов сын Дурасов, в 7054/1546 году написан в тысячной книге в числе лучших дворян. Равным образом и другие многие сего рода Дурасовы, Российскому престолу служили дворянские службы в разных чинах и жалованы были от Государей поместьями. Двое Дурасовых убиты под Смоленском (1632), один — под Ригой (1656). Все сие доказывается справками Архива Вотчинного Департамента и родословною Дурасовых.— Общий гербовник, 6—18
Илья Митрофанович упоминается в Колыванском походе (1540). Григорий Семёнович, Михаил Митрофанович, Автамон Михайлович, Василий Иванович упоминаются в Казанском походе (1544). Савва Матвеевич упомянут в Полоцком походе (1551). Фёдор Дурасов был стрелецким головою при осаде Казани (1552). Василий и Иван Фёдоровичи ратные головы (1576). Алексей и Звяга Васильевичи вёрстаны новичными окладами по Твери (1596).
В конце XVI века Дурасовы служили городовыми дворянами по Мурому: Григорий и Иван Васильевичи, Иван Петрович и Герасим Михайлович, по дворовому списку Иов Петрович и Иван Данилович (1628). В дальнейшем Дурасовы служили дворянами по Твери, Атемару, Арзамасу (1622—1669).
Двенадцать представителей рода владели населёнными имениями (1699).
Одна из его ветвей сильно разбогатела в конце XVIII века за счёт брака с наследницей мясниковских миллионов. Представители этой ветви выстроили под Москвой усадьбы Люблино и Горки, а в Москве — великолепный дом на Покровском бульваре, давший название Дурасовскому переулку.

## Герцогский титул
Подобно Демидовым, которые приобрели в Италии титул князей Сан-Донато, Василий Алексеевич Дурасов в 1911 г. заплатил 35 тысяч песет испанскому министерству юстиции за признание титула герцога Дураццкого. По прибытии в Испанию он даже потребовал аудиенции у «своего родственника» Альфонса XIII, в которой ему было отказано. Выбор такого курьёзного титула объяснялся попыткой произвести фамилию «Дурасов» от дураццкой ветви средневекового, давно угасшего Анжу-Сицилийского дома — младшей ветви французской королевской династии Капетингов (к бурбонской ветви которых принадлежал испанский король).
За несколько месяцев до свержения монархии (3 октября 1916) право Дурасова носить герцогский титул было подтверждено указом Николая II, после чего В. А. Дурасов изменил свою фамилию на «Дурасов-Дураццо-Анжуйский».

## Описание гербов

#### Герб Дурасовых 1785 г.
В Гербовнике Анисима Титовича Князева 1785 года имеется изображение печати коллежского советника Зиновия Тимофеевича Дурасова (около 1724—1790): на княжеской мантии изображён щит, имеющий серебряное поле, в котором находится серая фигура польского герба Одровонж (лук со стрелой острием вверх и порванной тетивой). Щит увенчан дворянской короной (без дворянского шлема). Нашлемник — павлиньи перья натурального цвета, поверх которых положена фигура щита, острием стрелы в правую сторону.
При утверждении герба Дурасовых изображённая на печати фигура была переделана в лук (польский герб Лук), от которого идёт к верху золотая стрела.

#### Герб. Часть VI. № 18.
Герб рода Дурасовых: в щите имеющим красное поле, изображены серебряный лук и вылетающая вверх стрела. Щит увенчан дворянским шлемом и короной, на поверхности которой находятся павлиньи перья, имеющие на середине диагонально положенный лук со стрелой, острием в левую сторону. Намет на щите красный, подложен серебром.

## Известные представители

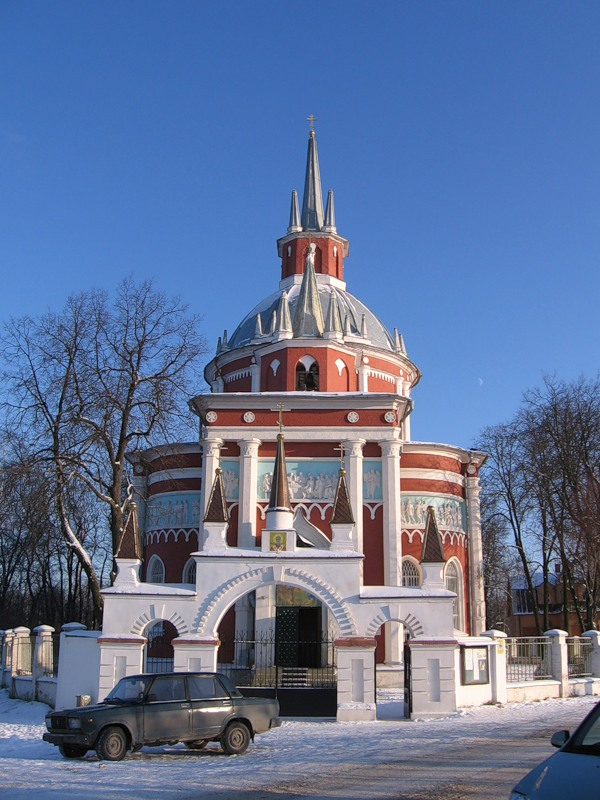
Усыпальница Дурасовых в подмосковном Царёве

- Дурасов, Федор Иванович 1540-е — 1550-е годы управитель ряда волостей и третей Заозерья (Бохтюжской, Кубенской, Троицкой трети, С 1550 года стрелецкий голова «статьи» Стрелецкого войска («статьи» позднее переименованы в «приказы», всего было 6 «статей»).
- Дурасов, Семен Васильевич — казнен в Москве (25.7.1570), как опальный Царя Ивана Грозного. [Царь и государь и великий князь Иван Васильевич всея Русии велел написати в сенаники князей и боляр и прочих людей опальных по своей государеве грамоте].
- Дурасов Евгений Стахеевич — воевода в Устюжне-Железопольской (1673)[11].
- Дурасов, Иван Федорович (ум. 1708), дворянин отставной (с 1703).
- Дурасов, Иван Данилович (ум. 1708), в боярском списке (1708) вписан как дворянин московский, а в боярском списке (1706), л. 184 — Муроме, в Шацком.
- Дурасов, Степан — воевода (комендант) Саратова (1745—1749).
- Дурасов, Николай Фёдорович (1729—1782) — действительный тайный советник, президент Главного магистрата и депутат в комиссии составления Уложения при Екатерине II.
- Дурасов, Зиновий Тимофеевич (ок. 1725—1790), в конце 1780-х был в Калуге председателем 1 департамента Верхнего земского суда. Женат был на сестре М. Н. Кречетникова (1729—1793). Дочь Анна за Щербачевым Захарием Ивановичем (1766—1836). Сын Михаил (1772—1828).
- Дурасова, Анна Зиновьевна, муж Щербачев, Захарий Иванович из рода Щербачевых в 1806—1809 был перемышльским уездным (Калужская губерния) предводителем дворянства. Два сына и дочь: Дмитрий, майор, старший сын Николай (1802 — ок.1873).
- Дурасов, Алексей Николаевич (1760—1818) — бригадир, женился на наследнице богатейших уральских заводчиков Мясникова и Твердышева —Аграфене Ивановне Мясниковой[12]. Построил на Покровском бульваре особняк в стиле классицизма, после чего переулок, выходящий на бульвар у дворца, получил название Дурасовский.
- Дурасова, Аграфена Ивановна (17??—?) в девичестве Мясникова, была замужем за бригадиром Дурасовым А. Н.
- Дурасов, Дмитрий Николаевич (1750—1832) — Генерал-майор, член Московского артиллерийского депо.
- Дурасова, Степанида Алексеевна (1742—1821) — была замужем за графом Толстым Федором Андреевичем. Их дочь — Закревская, Аграфена Фёдоровна.
- Дурасов, Николай Алексеевич (1760—1818) — бригадир, действительный статский советник наиболее известный владелец Люблино, пользовался симпатией императора Павла I. Был бездетен.
- Дурасова, Аграфена Алексеевна (1775—1835), (сестра Дурасова Н. А.), унаследовала от него Люблино, была замужем за дальним родственником Дурасовым, Михаилом Зиновьевичем (1772—1828). Свою дочь Агриппину она выдала замуж тоже за генерала и сенатора Писарева, Александра Александровича, впоследствии попечителя Московского учебного округа и Варшавского военного губернатора. Ему принадлежала усадьба «Большие Горки». Именно он соорудил ту самую барскую усадьбу с флигелями, которую Ф. О. Шехтель перестроил для Морозовой Зинаиды и куда большевики потом поселили умирающего Ленина.
- Дурасов, Михаил Зиновьевич (1772 — 2.6.1828) — полковник и командир Астраханского гренадерского полка ?—15.09.1797, а с 15.09.1797 по 11.10.1799 — шеф Ярославского мушкетерского полка; с 15.09.1797 — генерал-майор, с 19.05.1799 — генерал-лейтенант.  Похоронен в Симонове монастыре близ церкви Сошествия Святого Духа[13]. Брат Анны Зиновьевны, отец Агриппины Писаревой (жена А. А. Писарева).
- Дурасов, Андрей Зиновьевич (17.8.1755 — 28.5.1837) — с 30.9.1797 по 13.02.1798 г. полковник, командир Нежинского 18-го кирасирского полка, с 13.02.1798-17.09.1798 — шеф Рязанского кирасирского полка с 13.02.1798 г. генерал-майор, кавалер ордена Святого Георгия 4-го класса (№ 5118; 1 декабря 1835).

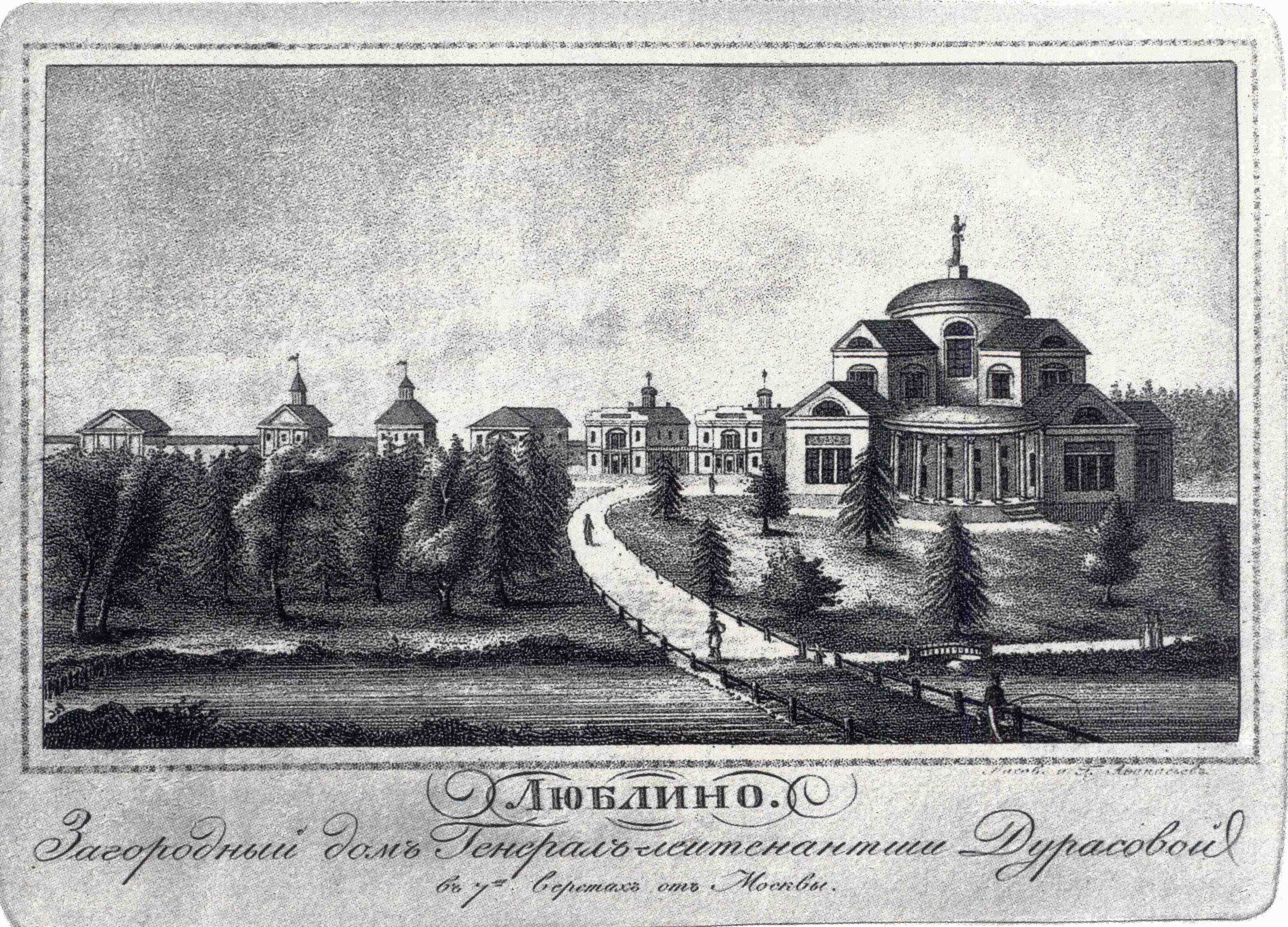
Люблинское имение Дурасовых

- Дурасов, Егор Александрович (1-й) (1762—1847), Московский гражданский губернатор.
- Дурасов, Александр Алексеевич (1779—1848), вице-адмирал, член адмиралтейств-совета (с 1782 по 1848). Люблинское имение Дурасовых
- Дурасов, Егор Александрович (2-й) (26.8.1781—4.1.1855) — бригадир, в Отечественную войну состоял при генерал-комиссаре Московского ополчения.
- Дурасов, Фёдор Алексеевич (1786—1856). Служил во флоте. Участвовал в военных действиях. С 1821 в отставке капитаном. Тайный советник. Сенатор (1848). В 1852 помощник главного попечителя Императорского Человеколюбивого общества.
- Дурасов, Николай Николаевич, оренбургский губернский предводитель дворянства в 1845—1862 гг., камергер.
- Дурасов, Пётр Фёдорович — церемониймейстер Высочайшего двора.
- Дурасов, Фёдор Александрович, капитан второго ранга. Дочь — Елизавета. Жена из рода Рычковых. Отец — Александр Дурасов, бригадир, дворянин. Имение, самое крупное в Елизаветинской волости пожаловано в 1802 (Степное Дурасово в 200 км от Самары). В сентябре 1861 года Федор Александрович построил близ Дурасовки церковь во имя святого преподобного Александра Свирского, где впоследствии и был похоронен.
- Дурасов А. Ф. (1831—1888, похоронен с женой внутри в Благовещенского храма Серафимовского кладбища в Санкт-Петербурге)
- Дурасов, Николай Николаевич (?—1892) — выпускник Благородного пансиона при Царскосельском лицее (1819, похвальный лист), действительный статский советник, камергер, Екатеринославский губернский предводитель дворянства, умер в Екатеринославле в 1892 году.
- Дурасов, Алексей Васильевич, р. в Шацке 5.4.1861. Жена Софья Арсеньевна из рода Шишковых. Венчался в СПб 24.04.1885. В 1898 — с.с., камергер. Скончался в СПб 4.01.1900 в чине д.с.с.
- Дурасовы Сергей Петрович (гвардии штаб-ротмистр), Николай Петрович (гвардии корнет) и Александра Петровна землевладельцы Самарской Губернии, Бугурусланский и Бузулукский уезды, надел 28329 десятин, также дер. Елизаветинка Бугульминского уезда.
- Дурасова, Елизавета Николаевна (22.10.1869 — 1924) была замужем за Мещерским А. С.
- Дурасов, Александр Владимирович (1886—1955) — полковник императорской армии, эмигрант[14].
- Дурасов, Сергей Сергеевич (1872—?) — полковник императорской армии[15].